# Pseudolimnophila (Pseudolimnophila) multipunctata
Pseudolimnophila (Pseudolimnophila) multipunctata is een tweevleugelige uit de familie steltmuggen (Limoniidae). De soort komt voor in het Oriëntaals gebied.